# Елькин, Василий Иванович
Василий Иванович Елькин (15 июля 1912 — 21 марта 1942) — советский коми поэт, член Союза писателей СССР (1939). Погиб на фронте в 1942 году.

## Биография
Родился в 1912 году в деревне Кируль (вошла в состав г. Сыктывкара), в бедной крестьянской семье.
Рано остался без отца, пришлось уйти из школы, рано познал тяжёлый крестьянский труд.
В 1930 году вступил в колхоз «Югöр» («Луч»), был избран секретарём комсомольской ячейки и редактором стенной газеты.
По комсомольской линии был направлен на курсы газетных работников, по окончании которых работал в Комикнижиздате, затем в газете «Ворлэдзысь» («Лесоруб») и журнале «Ударник».
В 1932 году стал заведующим пионерским отделом в газете «Коми комсомолец».
В 1936—1938 годах проходил срочную службу в РККА.
Вернувшись с армии работал инструктором по работе с молодыми авторами при Союзе писателей Коми АССР.
В 1939 году вышла его первая книга стихов «Песни о счастье», в том же году принят в члены Союза писателей СССР.
Участник Великой Отечественной войны, техник-интендант 2 ранга, служил в 33-й стрелковой бригаде.
В марте 1942 года 29-летний поэт погиб на Волховском фронте.
Был похоронен близ деревни Шала, в 1975 году перезахоронен на братском захоронении «Берёзовая аллея» в городе Любань.

## Творчество
С молодости писал стихи, первые опубликовал в конце 20-х годов. Печатался под псевдонимами — Иван Вась, Домна Вас. Известность пришла к автору в 1930-е годы с публикацией в журнале «Северная звезда». В 1939 году вышла его первая книга стихов «Шуд йылысь сьылöм» («Песни о счастье»). Занимался переводами на коми язык, известен его частичный, 20 из 50 рун, перевод эпоса «Калевала», перевод осуществлен с русского текста Л. П. Бельского, впервые опубликован в 1992 году в № 10 журнала «Би кинь» («Искорка»).

Начал писать стихи в середине 20-х гг. В первом сборнике стихов «Песня о счастье» («Шуд йылысь сьылӧм», 1939) воспел жизнь и труд советской молодёжи. Лиричные стихи Елькина проникнуты патриотическим чувством. Лучшее его произведение — поэма «За счастье» («Шуд вӧсна», 1939), посвящённая подвигам воинов-коммунистов в годы гражданской войны.— А. А. Вежев - Василий Иванович Елькин // Краткая литературная энциклопедия, 1964